# چیما دودیچی
چیما دودیچی (به ایتالیایی: Cima XII) یک کوه در ایتالیا است که در استان ویچنزا واقع شده‌است. چیما دودیچی ۲٬۳۳۶ متر بالاتر از سطح دریا واقع شده‌است.